# Grêmio Porto Alegre
Grêmio Foot-Ball Porto Alegrense, kurz Grêmio (deutsch „Gilde“) und im deutschsprachigen Raum allgemein bekannt als Grêmio Porto Alegre, ist ein Fußballverein aus Porto Alegre, der Hauptstadt des brasilianischen Bundesstaates Rio Grande do Sul. Der Verein erlangte internationale Bekanntheit, als er in den 1980er und 90er Jahren zweimal die Copa Libertadores sowie einmal den Weltpokal gewann. 2017 gewann Grêmio den wichtigsten südamerikanischen Vereinsfußballwettbewerb zum dritten Mal, musste sich aber im Finale der FIFA-Klub-Weltmeisterschaft Real Madrid geschlagen geben.
Die Heimspielstätte ist die Arena do Grêmio, die 60.540 Plätze bietet. Sie wurde am 8. Dezember 2012 im Rahmen eines Freundschaftsspiels, bei dem Grêmio gegen den deutschen Bundesligisten Hamburger SV antrat und mit 2:1 gewann, eröffnet. Von 1954 bis 2012 trug Grêmio seine Heimspiele größtenteils im Estádio Olímpico Monumental aus. Die Mannschaft spielt im blau-schwarz gestreiften Heimdress, auswärts im weißen Dress mit blauen und schwarzen Streifen.

## Geschichte
Am 7. September 1903 fand in Porto Alegre ein Fußballspiel des Sport Club Rio Grande, des ersten brasilianischen Fußballvereins, statt. Einer der Zuschauer war Cândido Dias, ein Unternehmer aus Sorocaba. Als während des Spiels dem Ball die Luft ausging, lieh Dias, der damals als Einziger in Porto Alegre einen Fußball besaß, diesen den Spielern. Dias war von dem Spiel so begeistert, dass er sich nach dem Match bei den Spielern genauer über ihren Klub und wie man einen solchen gründete, erkundigte.
Am 15. September 1903 traf sich Cândido Dias mit 31 weiteren Personen im Restaurant Salão Grau und gründete den Fußballverein Grêmio. Carlos Luiz Bohrer wurde zum ersten Klubpräsidenten gewählt. Die meisten Gründungsmitglieder gehörten der deutschen Einwanderergemeinschaft der Stadt Porto Alegre an.
Im April 1909 wurde in Porto Alegre der SC Internacional gegründet, und am 18. Juli 1909 wurde ein Spiel ausgetragen, das Grêmio mit 10:0 gegen SC Internacional gewann. Damals gab es noch keine Rivalität zwischen den beiden Klubs, aber heute erinnern sich die Gremistas (Grêmio-Fans) mit großem Stolz an diesen Sieg.
Grêmio war 1919 einer der Mitbegründer des Sportverbandes von Rio Grande do Sul (Fundação Rio-Grandense de Desportes). 1921 gewann der Klub das erste Mal die Meisterschaft des Bundesstaates, den Campeonato Gaúcho.
Am 19. Mai 1935 gewann Grêmio ein Spiel gegen den FC Santos und war damit die erste Mannschaft aus Rio Grande do Sul die gegen ein „Paulista“-Team (einen Klub aus São Paulo) gewinnen konnte.
Am 3. Mai 1981 gewann Grêmio das erste Mal die brasilianische Meisterschaft, nachdem der FC São Paulo im Finale besiegt worden war.
1983 konnte der erste internationale Titel erreicht werden. Im Finale des Copa Libertadores wurde Peñarol aus Uruguay geschlagen. Im selben Jahr gewann Grêmio mit einem 2:1-Sieg gegen den Hamburger SV den Weltpokal.
1989 gewann Grêmio den erstmals ausgetragenen Copa do Brasil im Finale gegen Sport Recife. Legendär unter den Gremistas ist der 6:1-Sieg im Semifinal-Rückspiel gegen Flamengo.
Der Verein musste 1991 nach einer sehr schlechten Saison in die Serie B absteigen, kehrte aber bereits 1993 wieder in die Serie A zurück.
Im Jahre 1995 wurde abermals die Copa Libertadores gewonnen. Trainer war damals Luiz Felipe Scolari, Finalgegner Atlético Nacional Medellin aus Kolumbien. Im Spiel um den Weltpokal musste sich Grêmio allerdings im Elfmeterschießen Ajax Amsterdam geschlagen geben.
Am 15. Dezember 1996 erzielte Grêmio nach dem Finalsieg gegen Portuguesa den zweiten brasilianischen Meistertitel.
Nachdem die Saison 2004 als Letzter beendet worden war, stieg Grêmio zum zweiten Mal in die Serie B ab. Am 26. November 2005 schlug Grêmio in einem dramatischen Spiel, in dem vier Grêmio-Spieler ausgeschlossen wurden, Náutico Capibaribe mit 1:0 und gewann damit die Meisterschaft der Serie B. Seit der Saison 2006 spielt Grêmio wieder in der Serie A und gewann prompt sowohl 2006 als auch 2007 die Campeonato Gaúcho.
In der Copa Libertadores 2007 konnte Grêmio das Finale erreichen, musste sich dort aber den Boca Juniors geschlagen geben.
Am 17. Juli 2007 sollte die Mannschaft mit dem TAM-Linhas-Aéreas-Flug 3054 zu einem Auswärtsspiel nach São Paulo fliegen. In letzter Minute wurde allerdings umgebucht, und das Team entging somit einem Flugzeugunglück bei dem 199 Personen, darunter ein vormaliger Präsident des Lokalrivalen SC Internacional, ums Leben kamen. Die folgenden Jahre waren bis zum Gewinn der Copa do Brasil 2016 von mäßigem sportlichen Erfolg geprägt. Lediglich 2010 konnte Grêmio die regionale Staatsmeisterschaft gewinnen. Zum Ärger der Fans erlebte der größte Rivale SC Internacional genau in dieser Zeit mit dem Gewinn der Copa Libertadores 2006 und 2010, dem Gewinn der Copa Sudamericana 2008 und den Gewinnen der Staatsmeisterschaft von 2011–2016 seine sportlich erfolgreichste Phase.
Obwohl der Verein sich häufiger für die Copa Libertadores klassifizieren konnte, blieben Titelgewinne aus, was zu häufigen Trainerwechseln bei Grêmio in den 2010er Jahren führte. Es kamen regelmäßig namhafte Trainer: So gab der Verein am 21. Februar 2012 bekannt, dass Vanderlei Luxemburgo einen Einjahresvertrag als Trainer unterschrieben hat, der dann verlängert wurde. Doch bereits am 29. Juni 2013 verkündete der Klub seine Entlassung. Sein Nachfolger als Trainer wurde zum zweiten Mal in seiner Karriere Renato Portaluppi, auch bekannt als Renato Gaúcho. Seine zweite Amtszeit hielt nicht lange, aber er genoss aufgrund seiner fußballerischen Errungenschaften unverändert einen guten Ruf bei Fans und Verantwortlichen. Nachdem zwischenzeitlich Trainer wie Enderson Moreira, Luiz Felipe Scolari und Roger Machado die sportliche Verantwortung innegehabt hatten, übernahm Portaluppi 2016 bis zu seinem Rücktritt 2021 zum dritten Mal den Trainerposten.
In seiner dritten Amtszeit konnte der Verein an die Erfolge der 1980er und 1990er Jahre anknüpfen. Durch den Gewinn der Copa do Brasil 2016 qualifizierte Grêmio sich zu Copa Libertadores 2017. Nachdem der Verein die Gruppenphase als Tabellenerster abgeschlossen hatte, gelang nach Siegen über CD Godoy Cruz, Botafogo FR und Barcelona Sporting Club der Finaleinzug. Im Finale wurde CA Lanús mit insgesamt 3:1 besiegt (1:0 im Hinspiel in Porto Alegre und 1:2 im Rückspiel aus Sicht von Grêmio in Buenos Aires). Damit gewann der Verein zum dritten Mal die Copa Libertadores. Als bester Spieler des Turniers wurde Grêmios Stürmer Luan Vieira ausgezeichnet. Renato Portaluppi konnte als einer der wenigen Spieler die Libertadores sowohl als Spieler, als auch als Trainer gewinnen. Er untermauerte mit dem Gewinn seinen Kultstatus bei den Fans des Vereins. Durch den Triumph qualifizierte sich Grêmio zum dritten Mal für die FIFA-Klub-Weltmeisterschaft. Nachdem im Halbfinale der mexikanische Verein CF Pachuca mit 1:0 in der Verlängerung hatte besiegt werden können, ging das Finale gegen Real Madrid mit 1:0 verloren.
Nachdem der Klub seit 2006 der Série A angehört hatte, musste er am Ende der Série A 2021 als 17. absteigen. Am 36. Spieltag der Série B 2022 konnte Grêmio den direkten Wiederaufstieg fest machen. Im Dezember 2024 übernahm ein Drittel der ausstehenden Schulden der Arena do Grêmio. Für den Erwerb zahlte Grêmio 20 Mio. Real der Schulden, welche sie sich auf rund 75,46 Millionen Real beliefen.

## Erfolge
- Weltpokal (1): 1983
- Conmebol Libertadores (3): 1983, 1995, 2017
- Conmebol Recopa (2): 1996, 2018
- Brasilianischer Fußball-Meister A (2): 1981, 1996
- Campeonato Brasileiro de Futebol – Série B (1): 2005
- Copa do Brasil (5): 1989, 1994, 1997, 2001, 2016
- Supercopa do Brasil (1): 1990
- Copa Sul (1): 1999
- Süd-Brasilianischer Fußball-Meister (1): 1962
- Staatsmeisterschaft von Rio Grande do Sul (43×): 1921, 1922, 1926, 1931, 1932, 1946, 1949, 1956–1960, 1962–1968, 1977, 1979, 1980, 1985–1990, 1993, 1995, 1996, 1999, 2001, 2006, 2007, 2010, 2018–2024
- Copa Federação Gaúcha de Futebol (1): 2006
- Stadtmeister von Porto Alegre (28): 1911, 1912, 1914, 1915, 1919–1923, 1925, 1926, 1930, 1931–1933, 1935, 1937–1939, 1946, 1949, 1956–1960, 1964, 1965
- Trofeo Ciudad de Valladolid: 1981

## Aktueller Kader 2024
Stand: August 2024
| Nr. |             | Position | Name               |
| --- | ----------- | -------- | ------------------ |
| 1   | Argentinien | TW       | Augustín Marchesín |
| 2   | Brasilien   | AB       | Fabio              |
| 3   | Brasilien   | AB       | Pedro Geromel ()   |
| 4   | Argentinien | AB       | Walter Kannemann   |
| 5   | Brasilien   | AB       | Rodrigo Ely        |
| 6   | Brasilien   | AB       | Reinaldo           |
| 7   | Venezuela   | ST       | Yeferson Soteldo   |
| 8   | Uruguay     | MF       | Felipe Carballo    |
| 9   | Uruguay     | ST       | Matías Arezo       |
| 10  | Argentinien | MF       | Franco Cristaldo   |
| 11  | Kolumbien   | MF       | Miguel Monsalve    |
| 13  | Brasilien   | ST       | Everton Galdino    |
| 14  | Brasilien   | MF       | Nathan             |
| 15  | Brasilien   | MF       | Edenílson          |
| 16  | Chile       | ST       | Alexander Aravena  |
| 17  | Brasilien   | MF       | Dodi               |
| 18  | Brasilien   | AB       | João Pedro         |
| 19  | Spanien     | ST       | Diego Costa        |
| 20  | Paraguay    | MF       | Mathías Villasanti |

| Nr. |             | Position | Name               |
| --- | ----------- | -------- | ------------------ |
| 21  | Argentinien | ST       | Cristian Pavón     |
| 23  | Brasilien   | MF       | Pepê               |
| 25  | Brasilien   | ST       | Jhonata Robert     |
| 26  | Brasilien   | AB       | Mayk               |
| 28  | Brasilien   | AB       | Jemerson           |
| 30  | Brasilien   | AB       | Rodrigo Caio       |
| 32  | Brasilien   | ST       | Nathan Fernandes   |
| 33  | Brasilien   | TW       | Rafael Cabral      |
| 35  | Brasilien   | MF       | Ronald Falkoski    |
| 36  | Brasilien   | AB       | Natã               |
| 37  | Brasilien   | MF       | Du Queiroz         |
| 39  | Brasilien   | ST       | Gustavo Nunes      |
| 45  | Brasilien   | MF       | Lucas Milla        |
| 53  | Brasilien   | AB       | Gustavo Martins    |
| 77  | Brasilien   | ST       | André Henrique     |
| 97  | Brasilien   | TW       | Caíque             |
|     | Danemark    | ST       | Martin Braithwaite |
|     | Brasilien   | TW       | Brenno             |
|     | Brasilien   | TW       | Felipe Scheibig    |

## Berühmte Spieler
| - Aírton Ferreira da Silva - Alcindo - Anderson - Francisco Arce - Arthur Melo - Walter Corbo - Batista - Edgar Booth - Raul Donazar Calvet - Douglas Costa - Carlos Eduardo - Ânderson Polga - Roberto Assis - Pedro Geromel - Roger Flores | - Tarciso - Danrlei - Éder Aleixo - Eurico Lara - Everaldo - Emerson - Roger Machado - Hugo de León - Mário Jardel - Luan - Lucas Leiva - Marcelinho - Valdo - Lucas Barrios - Walter Kannemann | - Mario Sérgio - Paulo Nunes - Dida - Renato Gaúcho - Atilio Ancheta - Ronaldinho - Tinga - Tita - Zé Roberto - Fábio Rochemback - Maxi López - Émerson Leão - Marcelo Grohe - Hernán Barcos - Zinho |

## Trainer (Auswahl)
- László Székely (1954)
- Sebastião Lazaroni (1988)
- Evaristo de Macedo (1990)

| Name des Trainers    | Zeitraum                  |
| -------------------- | ------------------------- |
| Adílson Batista      | 2003–2004                 |
| Mano Menezes         | 2005–2007                 |
| Paulo Autuori        | 2009                      |
| Silas                | 2010                      |
| Renato Gaúcho        | 2010–2011                 |
| Celso Roth           | 2011                      |
| Caio Júnior          | 2012                      |
| Vanderlei Luxemburgo | 2012–2013                 |
| Renato Gaúcho        | 2013–2014                 |
| Enderson Moreira     | 2014                      |
| Luiz Felipe Scolari  | 2014–2015                 |
| Roger Machado        | 2015–2016                 |
| Renato Gaúcho        | 2016–2021 sowie 2022–2024 |

## Frauenfußball
Die Frauenfußballabteilung von Grêmio wurde 1997 gegründet und 2017 nach einer mehrjährigen Unterbrechung neu aufgestellt. Heimspielstätte des Teams ist das Trainingszentrum Presidente Hélio Dourado im Vorort Eldorado do Sul.